# Jobbkéz-szabály (elektrodinamika)

A jobbkéz-szabály alkalmazása az erővonalak irányának meghatározására

A jobbkéz-szabály a vezetőben folyó egyenáram által létrehozott mágneses tér irányának meghatározására használható.

## Alkalmazása
A vezetőben I egyenáram folyik, és képzeletben a jobb kézzel az ábrán látható módon közrefogjuk a vezetőt. Ha a hüvelykujjunk iránya az áram folyásának irányába mutat, az áram által létrehozott erővonalak irányát a behajlított többi ujj iránya mutatja.
A jobbkéz-szabállyal egyenlő értékű az úgynevezett Ampère-szabály.